# Server Side Includes
Server Side Includes(SSI)는 거의 월드 와이드 웹에만 사용되는 간단한 해석 서버 사이드 스크립트 언어이다. #include 지시문을 사용하여 하나 이상의 파일 내용을 웹 서버의 웹 페이지에 포함시키는 데 가장 유용하다. 이는 일반적으로 페이지 머리글, 페이지 바닥글, 탐색 메뉴 등 사이트 전반에 걸쳐 공통적으로 사용되는 코드 조각일 수 있다. SSI에는 조건부 기능을 위한 제어 지시문과 외부 프로그램 호출을 위한 지시문도 포함되어 있다. 이는 아파치, 라이트스피드, nginx, IIS 및 W3C의 Jigsaw에서 지원된다. NCSA HTTPd에 뿌리를 두고 있다.
웹 서버가 SSI 지원 HTML 파일을 인식하고 이에 따라 이러한 지침을 수행하려면 파일 이름이 기본적으로 .shtml, .stm, .shtm과 같은 특수한 파일 확장자로 끝나야 한다. 또는 서버가 다음과 같이 구성된 경우 이를 허용하려면 파일의 실행 비트를 설정해야 한다.